# NBA 2019/20
Die NBA-Saison 2019/20 war die 74. Spielzeit der National Basketball Association. Die Hauptrunde begann am 22. Oktober 2019 und sollte ursprünglich am 15. April 2020 enden, bevor am 18. April 2020 die Play-offs beginnen sollten.
Nach den Spielen des 11. März 2020 wurde die Spielzeit aufgrund der COVID-19-Pandemie bis auf weiteres unterbrochen, nachdem Rudy Gobert von den Utah Jazz positiv auf das Virus getestet wurde und daher kurzfristig das Spiel zwischen Oklahoma City Thunder und den Utah Jazz abgesagt wurde. Sie wurde am 30. Juli im Rahmen des von der NBA erarbeiteten Sicherheitskonzepts „2020 NBA Bubble“ wiederaufgenommen und zu Ende ausgetragen.

## Off-Season

### Karriereende
- Am 5. Juni 2019 kündigte Vince Carter seine Absicht an, nach dem Ablauf der Saison 2019–20 seine Karriere zu beenden.
- Am 10. Juni 2019 beendete Tony Parker seine Karriere.
- Weitere Spieler, die vor Beginn der Saison ihre Karriere beendeten, waren Darren Collison, Zaza Pachulia, Shaun Livingston, Luol Deng, José Calderón sowie Zach Randolph.

### NBA-Draft
Die NBA-Draft 2019 fand am 20. Juni 2019 im Barclays Center in Brooklyn, New York City statt.

### Spielerwechsel
Zu den wichtigsten Spielerwechseln im Vorfeld der Saison gehörten:
- Am 24. Juni kam es zu einem Tausch zwischen den Portland Trail Blazers und den Atlanta Hawks, im Zuge dessen Portland Kent Bazemore, Atlanta Evan Turner bekam.
- Am 6. Juli fanden gleich mehrere bedeutende Wechsel statt:
  - In einem Tausch zwischen drei Mannschaften wechselte Anthony Davis zu den Los Angeles Lakers. Im Gegenzug wurden Lonzo Ball, Brandon Ingram, Josh Hart sowie mehrere Wahlrechte im Draft an die New Orleans Pelicans abgegeben. Die ebenfalls an dem Tausch beteiligten Washington Wizards erhielten u. a. die Deutschen Isaac Bonga und Moritz Wagner aus Los Angeles.
  - Kemba Walker (Charlotte Hornets) wurde gegen Terry Rozier (Boston Celtics) getauscht.
  - Mike Conley Jr. wechselte von den Memphis Grizzlies zu den Utah Jazz; im Gegenzug erhielten die Grizzlies u. a. Grayson Allen, Jae Crowder, Kyle Korver.
  - Es kam zu einem Tauschen zwischen vier Mannschaften, infolge dessen Jimmy Butler von den Philadelphia 76ers zu den Miami Heat wechselte; außerdem erhielt Miami Meyers Leonard von den Portland Trail Blazers. Die Sixers bekamen Josh Richardson aus Miami, Maurice Harkless wechselte zu den Los Angeles Clippers (aus Portland) und Hassan Whiteside ging aus Miami nach Portland.
  - In einem weiteren Tausch bekamen die Los Angeles Lakers Dwight Howard von den Washington Wizards; im Gegenzug wechselte C. J. Miles nach Washington.
  - Die Milwaukee Bucks gaben Malcolm Brogdon für mehrere Wahlrechte im Draft an Indiana ab.
- Am 7. Juli wurde Kevin Durant von den Golden State Warriors zu den Brooklyn Nets geschickt. Im Gegenzug bekamen die Warriors u. a. D’Angelo Russell.
- Am 10. Juli wechselte Paul George zu den Los Angeles Clippers; sein bisheriger Club, Oklahoma City Thunder, bekam Danilo Gallinari, Shai Gilgeous-Alexander sowie mehrere Wahlrechte im NBA Draft.
- Am 16. Juli tauschten die Houston Rockets Chris Paul gegen Russell Westbrook von den Oklahoma City Thunder.

### Vertragslose Spieler
Zu den wichtigsten Spielern, die einen neuen Vertrag bei einem neuen Verein unterschrieben, gehörten:
- DeMarcus Cousins, vorher bei den Golden State Warriors, unterschrieb bei den Los Angeles Lakers.
- Bojan Bogdanović, vorher bei den Indiana Pacers, unterschrieb bei Utah Jazz.
- Kyrie Irving, vorher bei den Boston Celtics, sowie DeAndre Jordan, vorher bei den New York Knicks, unterschrieben bei den Brooklyn Nets.
- Derrick Rose, vorher bei den Minnesota Timberwolves, unterschrieb bei den Detroit Pistons.
- Ricky Rubio, vorher bei Utah Jazz, unterschrieb bei den Phoenix Suns.
- Al Horford, vorher bei den Boston Celtics, unterschrieb bei den Philadelphia 76ers.
- Kawhi Leonard, vorher bei den Toronto Raptors, unterschrieb bei den Los Angeles Clippers.

## Hauptrunde

### Zwischenstand
DR = Divisionranking, CR = Conferenceranking, S = Siege, N = Niederlagen, PCT = prozentualer Sieganteil
| Eastern Conference |    |      |                     |    |    |       |
| Atlantic Division  |    |      |                     |    |    |       |
| DR                 | CR | Team | Team                | S  | N  | PCT   |
| 1                  | 2  |      | Toronto Raptors     | 46 | 18 | 0.719 |
| 2                  | 3  |      | Boston Celtics      | 43 | 21 | 0.672 |
| 3                  | 6  |      | Philadelphia 76ers  | 39 | 26 | 0.600 |
| 4                  | 7  |      | Brooklyn Nets       | 30 | 34 | 0.469 |
| 5                  | 12 |      | New York Knicks     | 21 | 45 | 0.318 |
| Central Division   |    |      |                     |    |    |       |
| DR                 | CR | Team | Team                | S  | N  | PCT   |
| 1                  | 1  |      | Milwaukee Bucks     | 53 | 12 | 0.815 |
| 2                  | 5  |      | Indiana Pacers      | 39 | 26 | 0.600 |
| 3                  | 11 |      | Chicago Bulls       | 22 | 43 | 0.338 |
| 4                  | 13 |      | Detroit Pistons     | 20 | 46 | 0.303 |
| 5                  | 15 |      | Cleveland Cavaliers | 19 | 46 | 0.292 |
| Southeast Division |    |      |                     |    |    |       |
| DR                 | CR | Team | Team                | S  | N  | PCT   |
| 1                  | 4  |      | Miami Heat          | 41 | 24 | 0.631 |
| 2                  | 8  |      | Orlando Magic       | 30 | 35 | 0.462 |
| 3                  | 9  |      | Washington Wizards  | 24 | 40 | 0.375 |
| 4                  | 10 |      | Charlotte Hornets   | 23 | 42 | 0.354 |
| 5                  | 14 |      | Atlanta Hawks       | 20 | 47 | 0.299 |

| Western Conference |    |      |                        |    |    |       |
| Northwest Division |    |      |                        |    |    |       |
| DR                 | CR | Team | Team                   | S  | N  | PCT   |
| 1                  | 3  |      | Denver Nuggets         | 43 | 22 | 0.662 |
| 2                  | 6  |      | Utah Jazz              | 41 | 23 | 0.641 |
| 3                  | 5  |      | Oklahoma City Thunder  | 40 | 24 | 0.625 |
| 4                  | 9  |      | Portland Trail Blazers | 29 | 37 | 0.439 |
| 5                  | 14 |      | Minnesota Timberwolves | 19 | 45 | 0.297 |
| Pacific Division   |    |      |                        |    |    |       |
| DR                 | CR | Team | Team                   | S  | N  | PCT   |
| 1                  | 1  |      | Los Angeles Lakers     | 49 | 14 | 0.778 |
| 2                  | 2  |      | Los Angeles Clippers   | 44 | 20 | 0.688 |
| 3                  | 11 |      | Sacramento Kings       | 28 | 36 | 0.438 |
| 4                  | 13 |      | Phoenix Suns           | 26 | 39 | 0.400 |
| 5                  | 15 |      | Golden State Warriors  | 15 | 50 | 0.231 |
| Southwest Division |    |      |                        |    |    |       |
| DR                 | CR | Team | Team                   | S  | N  | PCT   |
| 1                  | 4  |      | Houston Rockets        | 40 | 24 | 0.625 |
| 2                  | 7  |      | Dallas Mavericks       | 40 | 27 | 0.597 |
| 3                  | 8  |      | Memphis Grizzlies      | 32 | 33 | 0.492 |
| 4                  | 10 |      | New Orleans Pelicans   | 28 | 36 | 0.438 |
| 5                  | 12 |      | San Antonio Spurs      | 27 | 36 | 0.429 |

Stand: 11. März 2020

### Monatliche Auszeichnungen
Zu den Ausgezeichneten der Hauptrunde gehörten:
| Monat             | Rookie (EAST) | Rookie (WEST)   | Spieler (EAST)        | Spieler (WEST) | Coach (EAST)     | Coach (WEST)   |
| ----------------- | ------------- | --------------- | --------------------- | -------------- | ---------------- | -------------- |
| Oktober/ November | Kendrick Nunn | Ja Morant       | Giannis Antetokounmpo | Luka Dončić    | Nick Nurse       | Frank Vogel    |
| Dezember          | Kendrick Nunn | Ja Morant       | Giannis Antetokounmpo | James Harden   | Mike Budenholzer | Billy Donovan  |
| Januar            | Kendrick Nunn | Ja Morant       | Giannis Antetokounmpo | LeBron James   | Nick Nurse       | Taylor Jenkins |
| Februar           | Coby White    | Zion Williamson | Jayson Tatum          | LeBron James   | Mike Budenholzer | Mike D’Antoni  |

## Fortsetzung der Saison und Playoffs
Aufgrund der COVID-19-Pandemie fanden die Playoffs in der „Blase“ (Bubble) in Orlando statt. Aufgrund des veränderten Modus im in der Quarantäne stattfindenden Finale der Hauptrunde fand vor dem Beginn der Playoffs in der Western Conference ein Platzierungsspiel um die Teilnahme an der Endrunde zwischen den achtplatzierten Portland Trail Blazers und den neuntplatzierten Memphis Grizzlies statt. Portland siegte und traf in der ersten Runde der Playoffs dann auf die Los Angeles Lakers, während Memphis’ Saison mit der Niederlage endete.
Alle Play-off-Runden werden im Best-of-Seven-Modus gespielt.
|  | Erste Runde | Erste Runde            | Erste Runde        |                 |                      | Conference Semifinals | Conference Semifinals | Conference Semifinals |  |  | Conference Finals | Conference Finals | Conference Finals |  |  | NBA Finals | NBA Finals | NBA Finals |
|  |             |                        |                    |                 |                      |                       |                       |                       |  |  |                   |                   |                   |  |  |            |            |            |
|  | 1           | Milwaukee Bucks        | 4                  |                 |                      |                       |                       |                       |  |  |                   |                   |                   |  |  |            |            |            |
|  | 8           | Orlando Magic          | 1                  |                 |                      |                       |                       |                       |  |  |                   |                   |                   |  |  |            |            |            |
|  | 8           | Orlando Magic          | 1                  | 1               | Milwaukee Bucks      | 1                     |                       |                       |  |  |                   |                   |                   |  |  |            |            |            |
|  |             |                        |                    | 1               | Milwaukee Bucks      | 1                     |                       |                       |  |  |                   |                   |                   |  |  |            |            |            |
|  |             |                        | 5                  | Miami Heat      | 4                    |                       |                       |                       |  |  |                   |                   |                   |  |  |            |            |            |
|  | 4           | Indiana Pacers         | 5                  | Miami Heat      | 4                    | 0                     |                       |                       |  |  |                   |                   |                   |  |  |            |            |            |
|  | 4           | Indiana Pacers         |                    |                 |                      | 0                     |                       |                       |  |  |                   |                   |                   |  |  |            |            |            |
|  | 5           | Miami Heat             | 4                  |                 |                      |                       |                       |                       |  |  |                   |                   |                   |  |  |            |            |            |
|  | 5           | Miami Heat             | 4                  | 5               | Miami Heat           | 4                     |                       |                       |  |  |                   |                   |                   |  |  |            |            |            |
|  |             |                        |                    | 5               | Miami Heat           | 4                     | Eastern Conference    |                       |  |  |                   |                   |                   |  |  |            |            |            |
|  |             | 3                      | Boston Celtics     | 2               |                      |                       |                       |                       |  |  |                   |                   |                   |  |  |            |            |            |
|  | 3           | 3                      | Boston Celtics     | 2               | Boston Celtics       | 4                     |                       |                       |  |  |                   |                   |                   |  |  |            |            |            |
|  | 3           |                        |                    |                 | Boston Celtics       | 4                     |                       |                       |  |  |                   |                   |                   |  |  |            |            |            |
|  | 6           | Philadelphia 76ers     | 0                  |                 |                      |                       |                       |                       |  |  |                   |                   |                   |  |  |            |            |            |
|  | 6           | Philadelphia 76ers     | 0                  | 2               | Toronto Raptors      | 3                     |                       |                       |  |  |                   |                   |                   |  |  |            |            |            |
|  |             |                        |                    | 2               | Toronto Raptors      | 3                     |                       |                       |  |  |                   |                   |                   |  |  |            |            |            |
|  |             |                        | 3                  | Boston Celtics  | 4                    |                       |                       |                       |  |  |                   |                   |                   |  |  |            |            |            |
|  | 2           | Toronto Raptors        | 3                  | Boston Celtics  | 4                    | 4                     |                       |                       |  |  |                   |                   |                   |  |  |            |            |            |
|  | 2           | Toronto Raptors        |                    |                 |                      |                       |                       |                       |  |  |                   |                   |                   |  |  |            |            |            |
|  | 7           | Brooklyn Nets          | 0                  |                 |                      |                       |                       |                       |  |  |                   |                   |                   |  |  |            |            |            |
|  | 7           | Brooklyn Nets          | 0                  | 5               | Miami Heat           | 2                     |                       |                       |  |  |                   |                   |                   |  |  |            |            |            |
|  |             |                        |                    |                 |                      |                       |                       |                       |  |  |                   |                   |                   |  |  |            |            |            |
|  |             | 1                      | Los Angeles Lakers | 4               |                      |                       |                       |                       |  |  |                   |                   |                   |  |  |            |            |            |
|  | 1           | 1                      | Los Angeles Lakers | 4               | Los Angeles Lakers   | 4                     |                       |                       |  |  |                   |                   |                   |  |  |            |            |            |
|  | 1           |                        |                    |                 | Los Angeles Lakers   | 4                     |                       |                       |  |  |                   |                   |                   |  |  |            |            |            |
|  | 8           | Portland Trail Blazers | 1                  |                 |                      |                       |                       |                       |  |  |                   |                   |                   |  |  |            |            |            |
|  | 8           | Portland Trail Blazers | 1                  | 1               | Los Angeles Lakers   | 4                     |                       |                       |  |  |                   |                   |                   |  |  |            |            |            |
|  |             |                        |                    | 1               | Los Angeles Lakers   | 4                     |                       |                       |  |  |                   |                   |                   |  |  |            |            |            |
|  |             |                        | 4                  | Houston Rockets | 1                    |                       |                       |                       |  |  |                   |                   |                   |  |  |            |            |            |
|  | 4           | Houston Rockets        | 4                  | Houston Rockets | 1                    | 4                     |                       |                       |  |  |                   |                   |                   |  |  |            |            |            |
|  | 4           | Houston Rockets        |                    |                 |                      | 4                     |                       |                       |  |  |                   |                   |                   |  |  |            |            |            |
|  | 5           | Oklahoma City Thunder  | 3                  |                 |                      |                       |                       |                       |  |  |                   |                   |                   |  |  |            |            |            |
|  | 5           | Oklahoma City Thunder  | 3                  | 1               | Los Angeles Lakers   | 4                     |                       |                       |  |  |                   |                   |                   |  |  |            |            |            |
|  |             |                        |                    | 1               | Los Angeles Lakers   | 4                     | Western Conference    |                       |  |  |                   |                   |                   |  |  |            |            |            |
|  |             | 3                      | Denver Nuggets     | 1               |                      |                       |                       |                       |  |  |                   |                   |                   |  |  |            |            |            |
|  | 2           | 3                      | Denver Nuggets     | 1               | Los Angeles Clippers | 4                     |                       |                       |  |  |                   |                   |                   |  |  |            |            |            |
|  | 2           |                        |                    |                 |                      |                       |                       |                       |  |  |                   |                   |                   |  |  |            |            |            |
|  | 7           | Dallas Mavericks       | 2                  |                 |                      |                       |                       |                       |  |  |                   |                   |                   |  |  |            |            |            |
|  | 7           | Dallas Mavericks       | 2                  | 2               | Los Angeles Clippers | 3                     |                       |                       |  |  |                   |                   |                   |  |  |            |            |            |
|  |             |                        |                    | 2               | Los Angeles Clippers | 3                     |                       |                       |  |  |                   |                   |                   |  |  |            |            |            |
|  |             |                        | 3                  | Denver Nuggets  | 4                    |                       |                       |                       |  |  |                   |                   |                   |  |  |            |            |            |
|  | 3           | Denver Nuggets         | 3                  | Denver Nuggets  | 4                    | 4                     |                       |                       |  |  |                   |                   |                   |  |  |            |            |            |
|  | 3           | Denver Nuggets         |                    |                 |                      |                       |                       |                       |  |  |                   |                   |                   |  |  |            |            |            |
|  | 6           | Utah Jazz              | 3                  |                 |                      |                       |                       |                       |  |  |                   |                   |                   |  |  |            |            |            |

## Saisonale Auszeichnungen
Aufgrund der Pandemie-bedingten Unterbrechung wurden bei der Vergabe der saisonalen Auszeichnungen nur die Spiele bis zur Unterbrechung berücksichtigt. Für die Spiele in der „Blase“ gab es eine zusätzliche, von den Spielern verliehene Auszeichnung für den besten Spieler der Platzierungsspiele, die Damian Lillard (Portland Trail Blazers) erhielt, sowie für den besten Trainer (Monty Williams, Phoenix Suns).
| - Most Valuable Player: Giannis Antetokounmpo, Milwaukee Bucks - Defensive Player of the Year: Giannis Antetokounmpo, Milwaukee Bucks - Rookie of the Year: Ja Morant, Memphis Grizzlies | - Sixth Man of the Year: Montrezl Harrell, Los Angeles Clippers - Most Improved Player: Brandon Ingram, New Orleans Pelicans - Coach of the Year: Nick Nurse, Toronto Raptors |

| Position des Spielers | All-NBA First Team    | All-NBA Second Team | All-NBA Third Team | NBA All-Defensive First Team | NBA All-Defensive Second Team | All-NBA Rookie First Team | All-NBA Rookie Second Team |
| --------------------- | --------------------- | ------------------- | ------------------ | ---------------------------- | ----------------------------- | ------------------------- | -------------------------- |
| Forward               | Giannis Antetokounmpo | Kawhi Leonard       | Jayson Tatum       | Giannis Antetokounmpo        | Kawhi Leonard                 | Zion Williamson           | Terence Davis              |
| Forward               | LeBron James          | Pascal Siakam       | Jimmy Butler       | Anthony Davis                | Bam Adebayo                   | Eric Paschall             | P. J. Washington           |
| Center                | Anthony Davis         | Nikola Jokić        | Rudy Gobert        | Rudy Gobert                  | Brook Lopez                   | Brandon Clarke            | Rui Hachimura              |
| Guard                 | Luka Dončić           | Damian Lillard      | Ben Simmons        | Ben Simmons                  | Patrick Beverley              | Ja Morant                 | Tyler Herro                |
| Guard                 | James Harden          | Chris Paul          | Russell Westbrook  | Marcus Smart                 | Eric Bledsoe                  | Kendrick Nunn             | Coby White                 |